# Championnats du monde de tennis de table 1937
Navigation
Édition précédente Édition suivante
Les championnats du monde de tennis de table 1937, onzième édition des championnats du monde de tennis de table, ont lieu du 1er au 7 février 1937 à Baden, en Autriche.
Le titre simple messieurs revient à Richard Bergmann. 
Le titre simple dames n'est pas attribué, les deux finalistes Ruth Aarons et Gertrude Pritzi ayant été disqualifiées au bout d'une heure 45 de jeu (la règle d'accélération n'existait pas à l'époque). Elles ont été rétrospectivement déclarées vainqueurs ex aequo en 2001 à titre posthume.